# Риддл, Майк
Майк Риддл (англ. Mike Riddle; род. 17 июня 1986 в Эдмонтоне, Альберта, Канада) — канадский фристайлист, специализирующийся в дисциплине хафпайп. 
Серебряный призёр Олимпийских игр 2014 в дисциплине хафпайп. Чемпион мира по фристайлу 2011 года в хафпайпе. Обладатель кубка мира в хафпайпе (2012/13).

## Результаты

### Олимпийские игры
| Место | Дата            | Место проведения | Вид     | Победитель |
| ----- | --------------- | ---------------- | ------- | ---------- |
| 2     | 18 февраля 2014 | Сочи             | Хафпайп | Дэвид Уайз |

### Чемпионат мира
| Место | Дата           | Место проведения | Вид     | Победитель       |
| ----- | -------------- | ---------------- | ------- | ---------------- |
| 15    | 17 марта 2005  | Руука            | Хафпайп | Матиас Вексистин |
| 5     | 5 марта 2009   | Инавасиро        | Хафпайп | Кевин Роллан     |
| 1     | 5 февраля 2011 | Дир-Уэлли        | Хафпайп | —                |
| 4     | 5 марта 2013   | Восс             | Хафпайп | Дэвид Уайз       |

### Кубок мира

#### Генеральная классификация
| Сезон   | Место |
| ------- | ----- |
| 2005/06 | 31    |
| 2007/08 | 18    |
| 2008/09 | 49    |
| 2010/11 | 81    |
| 2011/12 | 90    |
| 2012/13 | 4     |
| 2013/14 |       |

#### Подиумы
| Дата            | Место проведения    | Вид     | Место |
| --------------- | ------------------- | ------- | ----- |
| 15 января 2006  | Ле-Контаминь-Монжуа | Хафпайп | 2     |
| 15 февраля 2008 | Инавасиро           | Хафпайп | 3     |
| 12 марта 2008   | Вальмаленко         | Хафпайп | 1     |
| 11 января 2013  | Куппер-Маунтин      | Хафпайп | 1     |
| 16 февраля 2013 | Сочи                | Хафпайп | 3     |
| 25 марта 2013   | Сьерра-Невада       | Хафпайп | 1     |
| 12 января 2014  | Брекенридж          | Хафпайп | 2     |

- В сумме (3 первых, 2 вторых и 2 третьих мест).